# Bitwa na równinie Albulena
Bitwa na równinie Albulena w historiografii albańskiej znana jako Beteja e Ujëbardhës (bitwa pod Białą Wodą) 2 września 1457 była decydującym starciem w inwazji osmańskiej na Albanię 1457 roku, pomiędzy wojskami osmańskimi pod dowództwem Isaka Bega i Hamzy Kastriotiego a siłami albańskimi dowodzonymi przez Skanderbega.

## Początek inwazji
Zbuntowany przeciwko Turkom osmańskim wódz Albańczyków Skanderbeg już ponad 10 lat odpierał kolejne ataki osmańskie na ziemie albańskie. Po zwycięstwie, które odniósł w 1456 pod Oranikiem część jego dowódców wypowiedziała mu posłuszeństwo i zaoferowała swoje usługi Turkom. Był wśród nich siostrzeniec Skanderbega, Hamza Kastrioti. Z uwagi na to, że znał taktykę oddziałów albańskich powierzono mu współdowodzenie armią osmańską (razem z Isak Begiem).
Armia osmańska wkroczyła na teren Albanii w maju 1457 maszerując doliną rzeki Mati i zmierzając w kierunku Krui. Skanderbeg próbował opóźniać marsz przedniej straży tureckiej, ale kiedy nadciągnęły główne siły, wycofał się na północ. Następnie podzielił swoje siły na kilka odrębnych grup, którym polecił schronić się w górach i czekać na sygnał do uderzenia. Albańczycy pozostali w ukryciu aż do września. Oddziały tureckie bezskutecznie poszukiwały armii Skanderbega nabierając powoli przekonania, że Skanderbeg został zdradzony i opuścił kraj. 21 lipca wenecki gubernator Durrësu Marco Dedo pisał do senatu weneckiego, że według jego wiedzy Skanderbeg został zdradzony i ukrywa się w górach, a pełną władzę nad jego ziemiami przejęli Turcy.
Isak Beg nie zdecydował się zaatakować stolicy Skanderbega - Krui, zanim nie nabrał pewności, że siły albańskie zostały pokonane. Swój obóz założył na równinie Albulena, na południe od dzisiejszego miasta Laç. We wrześniu Skanderbeg wydał rozkaz ukrytym oddziałom, aby się przegrupowały i zaatakowały z zaskoczenia wojska tureckie.

## Przebieg bitwy
W początkach września 1457 ukryte dotąd oddziały albańskie zebrały się w górach Tumenishta, na północ od obozu osmańskiego. Tam zostały ponownie podzielone i z trzech stron uderzyły na obóz osmański, znajdujący się kilka kilometrów na północ od Laçu. Turcy zostali zaskoczeni nagłym atakiem i jego gwałtownością, nabierając przekonania, że siły albańskie są znacznie większe, niż w rzeczywistości były. Wrażenie, że są okrążeni zwiększyło panikę w obozie i przyspieszyło klęskę Turków. Isak Begowi udało się uciec z pola bitwy, ale Hamza Kastrioti wpadł w ręce zwycięzców. W bitwie poległo ok. 10 tys. Turków, w ręce albańskie dostał się cały obóz turecki. Albańczycy, którzy zginęli w bitwie zostali pochowani w pobliżu pola bitwy - we wsi Shumri, gdzie znajdowała się katolicka katedra NMP.

## Skutki bitwy
Bitwa na równinie Albulena przyniosła jeden z największych sukcesów armii Skanderbega i pozwoliła utrzymać niezależność ziem albańskich na okres kolejnych dwudziestu lat. Wzięty do niewoli Hamza Kastrioti został wysłany do Neapolu jako jeniec wojenny.